# Indigo Walker
Indigo "Indi" Walker-Smith (apellido de soltera: Walker) es un personaje ficticio de la serie de televisión australiana Home and Away, interpretada por la actriz australiana Samara Weaving por primera vez en el 30 de julio de 2009, Samara regresó el 22 de junio de 2010 y su última aparición fue el 13 de noviembre de 2013.

## Antecedentes
Es la hija mayor de Sid Walker y Jodi Walker, hermana de Dexter y media hermana de Sasha Bezmel. 
Es muy buena amiga de Romeo Smith y Nicole Franklin.

## Biografía
En el 2009 Indigo llegó por primera vez a la bahía junto a su familia. Después de descubrir a su padre y a su amiga, Nicole Franklin juntos, fumó marihuana lo que luego causó que se cayera a través de una mesa de cristal y acabará en el hospital donde se recuperó.
Poco después la familia decidió irse de Bay, luego de que Sid no pudiera soportar más la situación con respecto a Nicole.
Indigo culpa tanto a su padre como a su madre de su separación y siente que su madre contribuyó más en que su padre le hubiera sido infiel; debido a esto Indi cree que la gente miente, engaña y defrauda todos los días y que la única forma de sobrevivir es manteniéndose lejos de la gente. 
En el 2010 después de que Indigo y Dexter decidieran no seguir viajando con su madre y su nuevo novio Owen, quien resulta ser el ex de Indi, por lo que deciden mudarse con su padre, quien decide regresar a Summer Bay, con ellos, a su llegada Sid le rentan la granaja a Alf Stewart y la familia se muda a la bahía.
Aunque Indi está preocupada por regresar a la bahía, espera que su nueva confianza y madurez le permitirán dejar atrás el pasado y hacer nuevos amigos.
Poco después conoce a Romeo Smith el día en que se va a inscribir a clases y pronto se siente atraída hacia él, sin embargo aunque Romeo siente algo por ella esconde sus sentimientos, ya que siente que todavía es reciente su relación fallida con Annie Campbell, quien lo dejó para irse a estudiar a Japón; sin embargo poco después comienzan a salir.
Más tarde obtiene un trabajo en el nuevo restaurante de Angelo Rosetta, sin embargo lo pierde cuando Ruby Buckton la engaña diciéndole que el alcohol es para que le regale a su madre la oficial Charlie Buckton, sin embargo cuando Charlie las descubre Indi descubre la verdad y luego Charlie le dice todo a Angelo, quien la despide. Poco después obtiene un trabajo como mesera en el Pie Diner.
En el 2011 las cosas comienzan a ir mal cuando Ruby Buckton pone su interés en Romeo, al fin logra que este se acueste con ella, lleno de culpa Romeo le dice que no la ama, que pasó solo fue de una noche y que a la única persona que en realidad ama es Indi, Romeo le pide a Ruby que no diga nada. Sin embargo esta decide vengarse de él y le cuenta todo a Indi, quien queda destrozada al descubrir que la única persona a la que creía incapaz de lastimarla lo hizo. Inmediatamente después Romeo intenta hacer todo lo posible por recuperarla.
Poco después Indi conoce a Keiran Monroe, durante una fiesta, inmediatamente Kieran comienza a enviarle mensajes, aunque Indi lo evita Kieran va a su trabajo y la espera todo el día, cuando Indi termina Kieran le pide salir sin embargo le dice que le hablará, cuando Romeo le advierte que Kieran la está acosando y que tenga cuidado Indi se molesta, llama a Kieran y acepta salir con él. Sin embargo pronto se da cuenta de que Romeo le decía la verdad y lo llama para que la ayude. Más tarde después de que ya no pueden negar que se siguen queriendo Indi y Romeo regresan y terminan acostándose juntos.
Más tarde cuando Indi le dice a Romeo que le ofrecieron un trabajo en Hawái, Romeo decide proponerle matrimonio y ella acepta, la pareja se casa es una ceremonia en Hawái junto a Sid Walker y Ruth Stewart como sus testigos. Más tarde en el 2012 Indi y Romeo se separan brevemente e Indi comienza a salir con el hermano de una de sus amigas de la universidad Logan Meyer, Indi termina con Logan y regresa con Romeo cuando ambos descubren que Ruby mintió y que nunca estuvo embarazada. 
Indi comienza a salir con Liam Murphy sin embargo las cosas no duran e Indi termina con él. Poco después cuando se encuentra con Romeo ambos revelan que se aman y regresan, poco después renuevan sus votos matrimoniales esta vez acompañados de amigos y familiares. Más tarde Indi y Romeo deciden abrir un engocio y pronto se vuelven los propietarios del gimnasio, poco después Indi y Romeo quedan destrozadas cuando descubren que Romeo tenía cáncer, por miedo a ver Indi sufrir y al no querer que ella lo viera morir Romeo decide irse de la bahía y le deja una carta de despedida a Indi lo que la deja destrozada.
Más tarde en octubre del 2013 Indi recibe una llamada de Liam quien le dice que Romeo había perdido su batalla contra el cáncer y había muerto, lo que deja destrozada a Indi. Más tarde decide terminar su relación con Chris Harrington.
En noviembre del 2013 finalmente Indi decide irse de Summer Bay para viajar por Europa, antes de irse Indi le deja su negocio en manos de Casey y Heath.